# Westerloog (Norddeich)
Westerloog heißen zwei Wohnplätze im Norder Stadtteil Norddeich, die beide auf Neuland entstanden und auch als Ostlooger Grashaus und Westerlooger Grashaus bekannt sind. Der Name ist eine Zusammensetzung des ostfriesisch-niederdeutschen Begriffes Loog (= Dorf, Ort) mit der Himmelsrichtung West. Grashaus bezeichnet einen in das Grasland (Grünland) gebauten Einzelhof, der sich „früher meistens im Eigentum der Kirche oder eines Klosters“ befand. Sie liegen nördlich der Ostermarscher Landstraße und waren einst Vorwerke des Klosters Marienthal. Im Zuge der Reformation gelangten sie in den Besitz der Grafen von Ostfriesland. Während der Geldrischen Fehde zerstörte Balthasar von Esens die beiden Gehöfte im Jahre 1531. Später wurden sie wieder aufgebaut. 1848 lebten 23 Personen auf den beiden Höfen.